# Galgula castra
Galgula castra är en fjärilsart som beskrevs av William Schaus 1898. Galgula castra ingår i släktet Galgula och familjen nattflyn. Inga underarter finns listade i Catalogue of Life.